# Zatrephes extensa
Zatrephes extensa là một loài bướm đêm thuộc phân họ Arctiinae, họ Erebidae.